# Torre des Verger

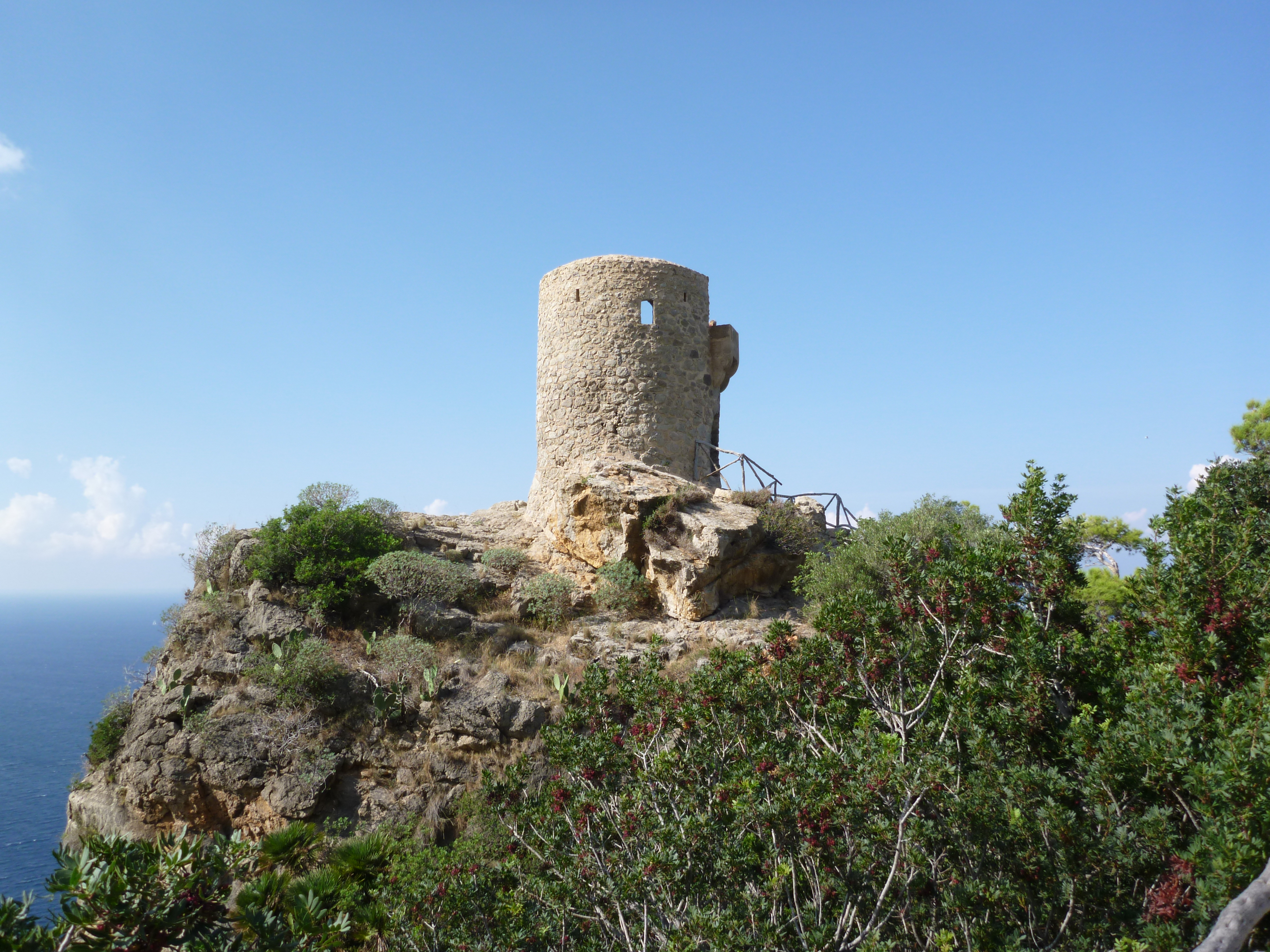
Torre des Verger

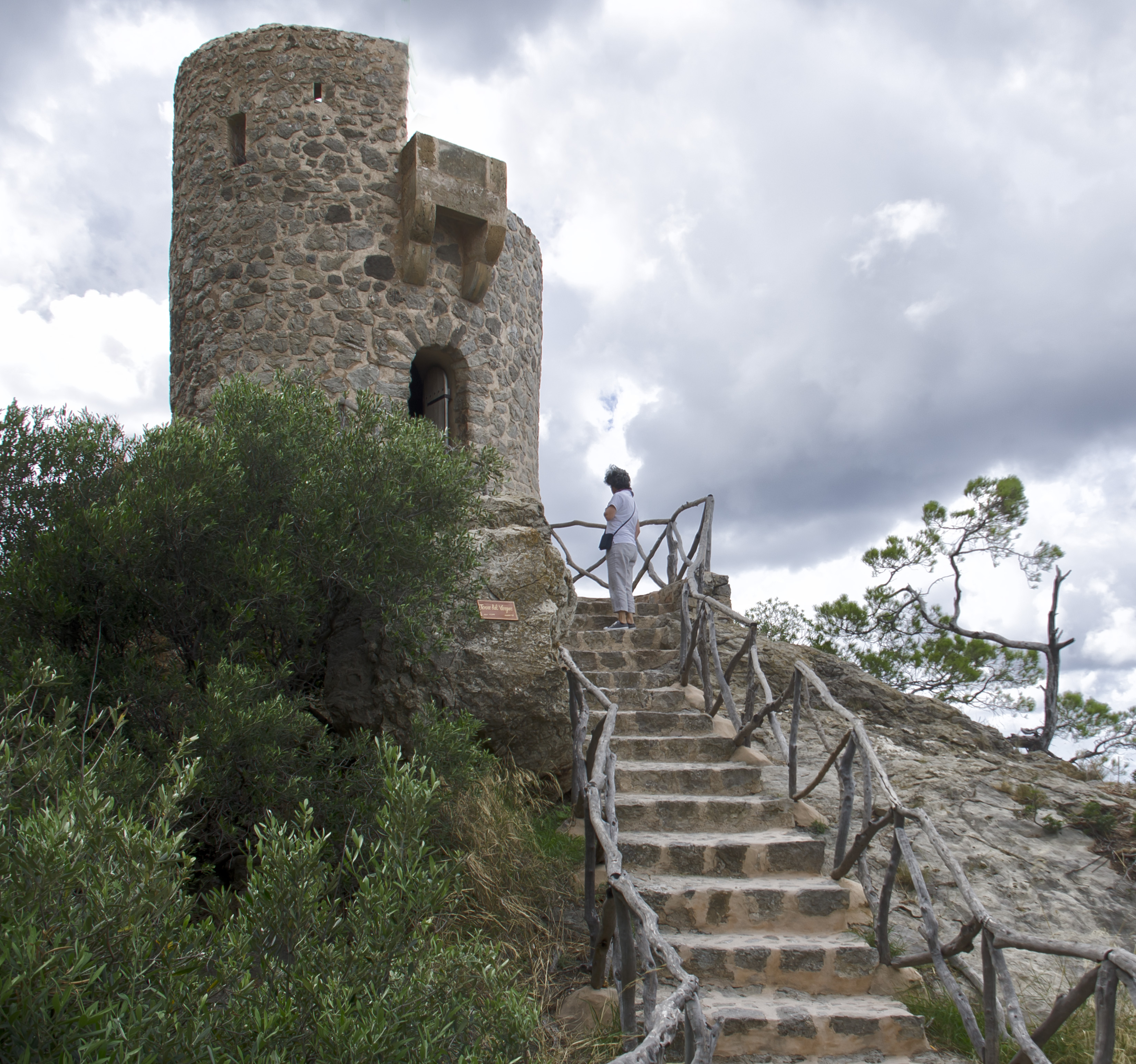
Der Turm aus der Nähe

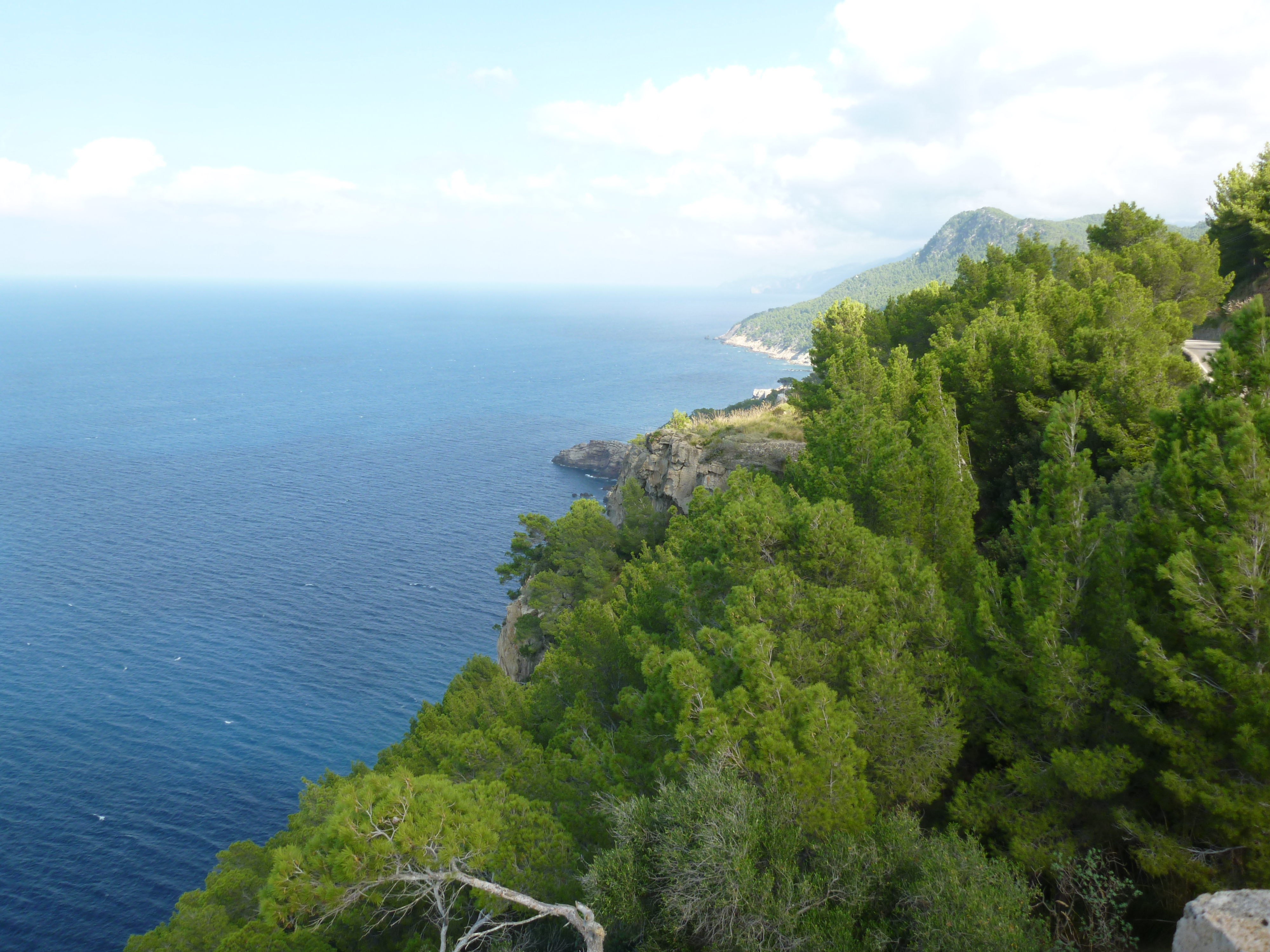
Blick vom Turm Richtung Nordost

Der Torre des Verger (standard-katalanisch Torre del Verger; auch Torre de ses Ànimes‚ Turm der Seelen) ist ein alter Wachturm in der Gemeinde Banyalbufar auf Mallorca.

## Lage
Der Turm steht an der Nordwest-Küste der spanischen Insel Mallorca. Er befindet sich auf einem hohen Felsvorsprung der Serra de Tramuntana, die an dieser Stelle steil zum Mittelmeer hin abfällt. Er steht etwa 50 Meter von der Straße MA-10 entfernt, die Banyalbufar und Estellencs verbindet.

## Nutzung
Der Turm wurde 1579 als Wachturm errichtet, um diesen Küstenabschnitt zu überwachen und gegen Angriffe von Piraten zu verteidigen. Heute dient er als Aussichtsturm. Er ist über einen Weg (vom nahegelegenen Aussichtspunkt aus) zugänglich und kann über eine innen liegende Treppe bestiegen werden. Von seiner Plattform gewährt er einen Überblick über den Küstenabschnitt.

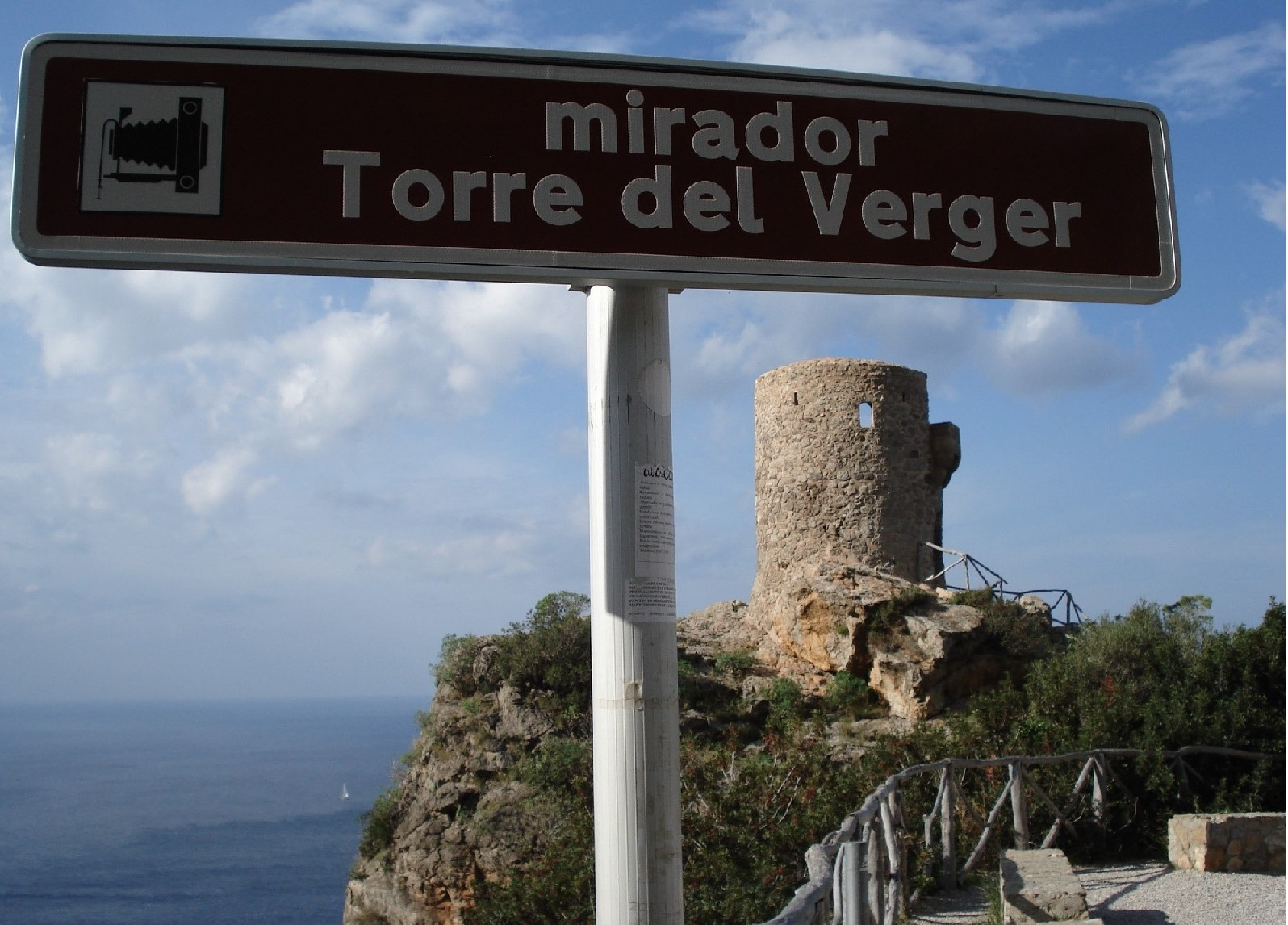
Der Turm vom Aussichtspunkt aus gesehen

## Aufbau
Der Turm ist rund acht Meter hoch, hat einen Durchmesser von zirka vier Metern und wurde aus dem an seinem Standort vorkommenden gelben Kalkstein errichtet. Oberhalb des Eingangs zum Turm befindet sich ein Erker, über den der Eingang mittels Wurfgeschossen etc. verteidigt werden konnte. Der Turm hat eine nach oben hin offene Plattform, die durch eine Luke zugänglich ist. Zur Meerseite ist die Brüstung nur halbhoch, während zur Landseite die Außenwand hoch gemauert ist und Schießscharten aufweist.

## Besitzer

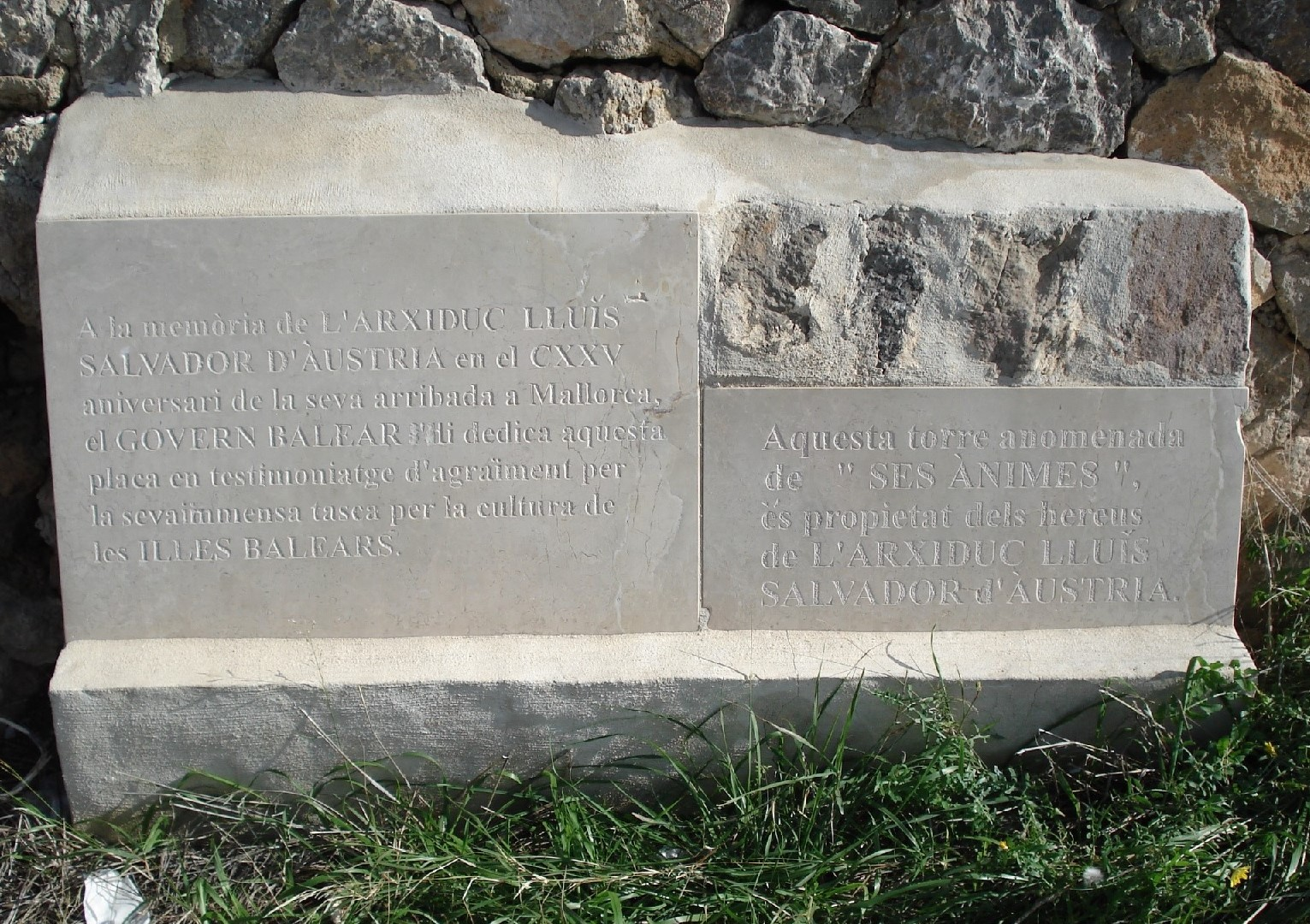
Der Gedenkstein an Ludwig Salvator von Österreich-Toskana am Torre des Verger = Torre de ses Ànimes

1875 wurde der Turm von Ludwig Salvator von Österreich-Toskana gekauft und 1997 renoviert. Heute steht er unter Denkmalschutz (Bien de Interés Cultural).

## Quellen

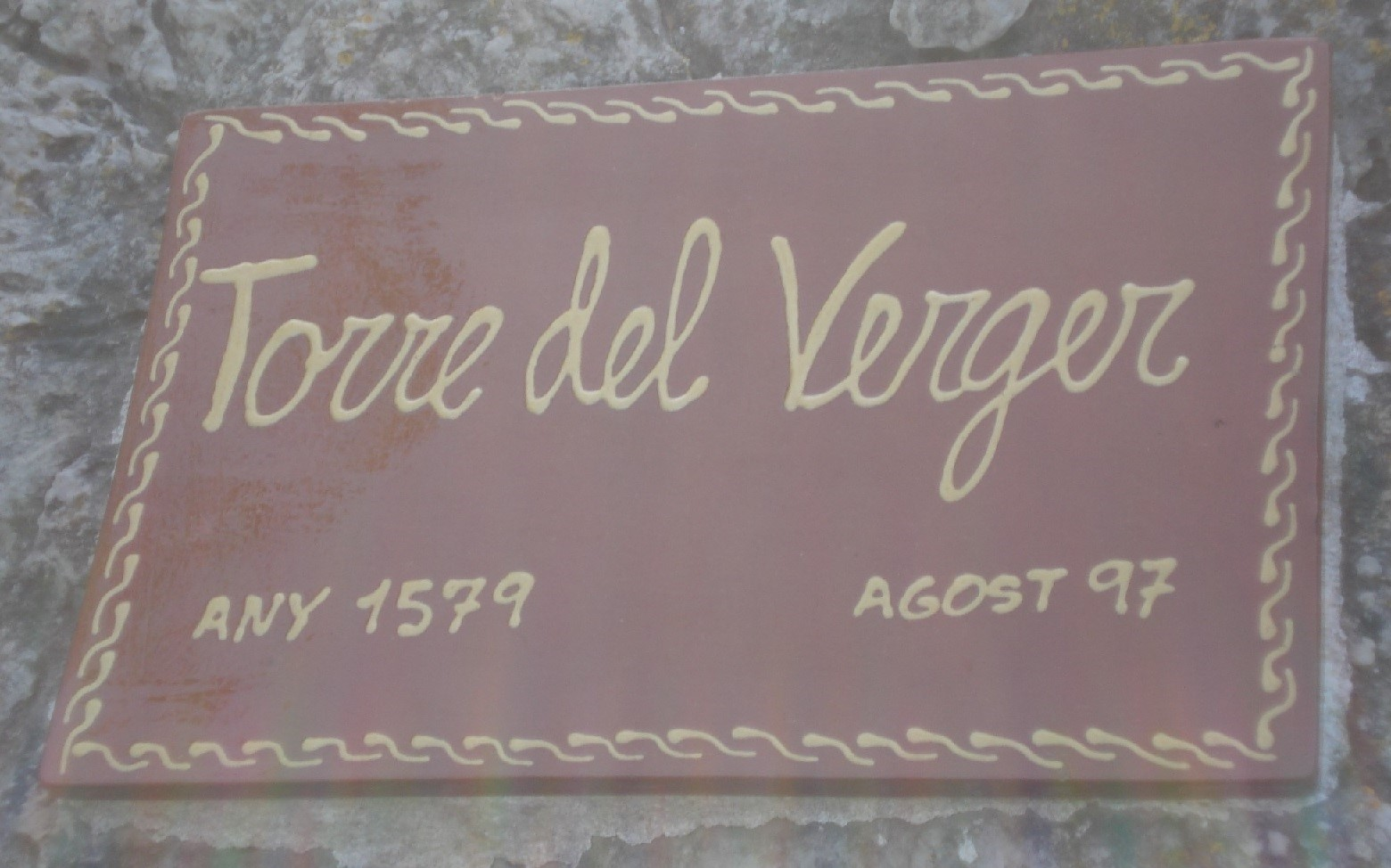
Schild am Turm mit dem Jahr der Errichtung 1579